# Академічне веслування на літніх Олімпійських іграх 2020 — четвірки (чоловіки)
Змагання з академічного веслування в четвірках серед чоловіків на літніх Олімпійських іграх 2020 року відбулися з 24 по 28 липня 2021 року на Веслувальному каналі Сі Форест. Змагалися 40 веслувальників з 10 країн.

## Передумови
Це була 25-та поява цієї дисципліни на Олімпійських іграх. 

## Кваліфікація
Починаючи з 1912 року кожен Національний олімпійський комітет (NOC) може виставити в цій дисципліні не більш як одного човна (чотирьох веслувальників). 10 квот розподілено таким способом:
- 8 через Чемпіонат світу 2019 року
- 2 через Фінальну кваліфікаційну регату

## Формат змагань
У цій дисципліні академічного веслування човном рухають чотири веслувальники, використовуючи по одному веслу. Змагання складаються з двох раундів. Довжина дистанції становить 2000 метрів — олімпійський стандарт починаючи з 1912 року.
У першому раунді проводять два попередні запливи. Перші два човни в кожному запливі виходять до фіналу A, а всі інші потрапляють до додаткового раунду.
Додатковий раунд дає веслувальникам ще один шанс потрапити до фіналу A. Човни, що посіли перші два місця, виходять до фіналу A, а решта — потрапляють до фіналу B.
У фіналі A розігрують медалі, а також місця з 4-го по 6-те. У фіналі B розігрують місця з 7-го по 10-те.

## Розклад
Змагання в цій дисципліні відбуваються впродовж п'яти окремих днів. Вказано час початку сесії. Під час однієї сесії можуть відбуватися змагання в кількох різних дисциплінах.
Вказано японський стандартний час (UTC + 9)
| Дата                       | Час        | Раунд             |
| -------------------------- | ---------- | ----------------- |
| Субота, 24 липня 2021 року | 11:40      | Попередні запливи |
| Неділя, 25 липня 2021 року | 13:10      | Додатковий заплив |
| Середа, 28 липня 2021 року | 9:06 10:10 | Фінал B Фінал A   |

## Результати

### Запливи
Перші два човни з кожного запливу кваліфікувалися до фіналу A, а решта - потрапили до додаткового запливу.

#### Заплив 1
| Місце | Доріжка | Країна           | Час     | Примітки |
| ----- | ------- | ---------------- | ------- | -------- |
| 1     | 1       | Австралія (AUS)  | 5:54.27 | Q        |
| 2     | 5       | США (USA)        | 5:57.27 | Q        |
| 3     | 3       | Нідерланди (NED) | 6:00.27 | Д        |
| 4     | 2       | Румунія (ROU)    | 6:03.51 | Д        |
| 5     | 4       | ПАР (RSA)        | 6:25.34 | Д        |

#### Заплив 2
| Місце | Доріжка | Країна                | Час     | Примітки |
| ----- | ------- | --------------------- | ------- | -------- |
| 1     | 1       | Велика Британія (GBR) | 5:55.36 | Q        |
| 2     | 5       | Італія (ITA)          | 5:57.67 | Q        |
| 3     | 3       | Польща (POL)          | 6:03.38 | Д        |
| 4     | 2       | Швейцарія (SUI)       | 6:04.09 | Д        |
| 5     | 4       | Канада (CAN)          | 6:05.47 | Д        |

### Додатковий заплив
Човни, що посіли перші два місця, виходять до фіналу A, а решта — потрапляють до фіналу B.
| Місце | Доріжка | Країна           | Час     | Примітки |
| ----- | ------- | ---------------- | ------- | -------- |
| 1     | 2       | Румунія (ROU)    | 6:09.72 | Q        |
| 2     | 3       | Нідерланди (NED) | 6:11.22 | Q        |
| 3     | 4       | Польща (POL)     | 6:12.52 | FB       |
| 4     | 1       | Канада (CAN)     | 6:15.86 | FB       |
| 5     | 5       | Швейцарія (SUI)  | 6:27.80 | FB       |
| 6     | 6       | ПАР (RSA)        | 6:30.34 | FB       |

### Фінали
| Місце | Доріжка | Країна                | Час     | Примітки |
| ----- | ------- | --------------------- | ------- | -------- |
| 1     | 3       | Австралія (AUS)       | 5:42.76 | OB       |
| 2     | 1       | Румунія (ROU)         | 5:43.13 |          |
| 3     | 5       | Італія (ITA)          | 5:43.60 |          |
| 4     | 4       | Велика Британія (GBR) | 5:45.78 |          |
| 5     | 2       | США (USA)             | 5:48.85 |          |
| 6     | 6       | Нідерланди (NED)      | 5:50.81 |          |

| Місце | Доріжка | Країна          | Час     | Примітки |
| ----- | ------- | --------------- | ------- | -------- |
| 7     | 2       | Польща (POL)    | 5:57.17 |          |
| 8     | 3       | Канада (CAN)    | 5:58.29 |          |
| 9     | 1       | Швейцарія (SUI) | 6:02.32 |          |
| 10    | 4       | ПАР (RSA)       | 6:09.85 |          |